# Bootanomyia gemma
Bootanomyia gemma är en stekelart som beskrevs av Girault 1928. Bootanomyia gemma ingår i släktet Bootanomyia och familjen gallglanssteklar.
Artens utbredningsområde är Filippinerna. Inga underarter finns listade.